# Cruz de Vuelo Distinguido (Reino Unido)
Este artículo es sobre una condecoración del Reino Unido y la Commonwealth. Para el artículo sobre la condecoración de los Estados Unidos, véase Cruz de Vuelo Distinguido (Estados Unidos).
La cruz de vuelo distinguido es una condecoración militar otorgada al personal de la RAF, y luego a los oficiales de otros países de la Commonwealth, por "un acto o actos de valentía, el coraje o la devoción al deber durante el vuelo en operaciones activas de vuelo contra el enemigo ".

## Historia
El premio fue creado el 3 de junio de 1918, poco después de la formación de la RAF. Originalmente se concedía a los oficiales de la fuerza aérea y a los sargentos mayores. Durante la Segunda Guerra Mundial también fue otorgado a los oficiales de la Artillería Real del Ejército Británico que servían con apego a los pilotos de la RAF. Desde la Segunda Guerra Mundial, la adjudicación se amplió fue a los oficiales del Ejército Británico y de la aviación naval, y desde 1993 a otros rangos. Los beneficiarios de la Cruz de vuelo distinguido tienen derecho a utilizar el certificado de poseedor de la "DFC". Una barra es añadida a la cinta para los titulares de la DFC que reciben un segundo premio.
Durante la Gran Guerra, se otorgaron un total de (aproximadamente) 1100 DFC, 70 con una barra y 3 con dos. Durante la Segunda Guerra Mundial, la recibieron 20.354 DFC, aproximadamente 1.550 con una barra y 45 con dos. Se concedieron premios honorarios en 964 ocasiones a las tripulaciones de países que no están dentro de la Commonwealth.
En 2008, la Teniente de Vuelo Michelle Goodman se convirtió en la primera mujer en recibir la DFC.

## Descripción
La cruz es una cruz tipo Flory. La parte frontal de la medalla tiene las características de las hélices del avión. En el centro se encuentra una corona de laurel en torno a un monograma de la RAF coronada por una corona imperial.
En el reverso se incluye el Real Cypher en el centro y el año de acuñación, grabado en la parte inferior del brazo. La medalla se emite sin nombre.
La cinta fue originalmente blanca, con púrpuras franjas horizontales amplias, pero cambió en 1919 a la actual diseño de franjas diagonales blancas y moradas.
La medalla fue diseñada por Edward Carter Preston.